# Segundo período legislativo de la Asamblea Nacional del Ecuador
El Segundo Periodo Legislativo de la Asamblea Nacional del Ecuador estuvo conformado por los Asambleístas Nacionales, Provinciales, Distritales y del Exterior. Inició sus funciones el 14 de mayo de 2013 y finalizó el 11 de mayo de 2017. Los 137 Asambleístas del segundo periodo legislativo fueron elegidos en las elecciones de febrero de 2013.
Esta asamblea se caracterizó por ser la primera y única hasta la fecha en la que un partido político tuvo una mayoría calificada.

## Escaños por partido
Las elecciones legislativas de Ecuador de 2013 se celebraron el 17 de febrero de ese año para la elección de los 137 asambleístas que conformarían la segunda Asamblea Nacional del Ecuador para el periodo 2013-2017. El miércoles 27 de marzo el Consejo Nacional Electoral proclamó los resultados oficiales de esas elecciones y presentó la lista de quienes serán los miembros de la Segunda Legislatura de la Asamblea Nacional del Ecuador. esto confirmó la amplia mayoría que tendría el movimiento oficialista Alianza PAIS que logró 100 escaños de los 137 en disputa.
| Lista | Lista                                        | Partido / Movimiento | Asam. |
| ----- | -------------------------------------------- | --- | ----- |
| 35    |                                              | Movimiento Alianza PAIS, Patria Altiva I Soberana (PAIS) | 100   |
| 21    |                                              | Movimiento CREO, Creando Oportunidades (CREO) | 10    |
| 6     |                                              | Partido Social Cristiano (PSC) | 7     |
| 3     |                                              | Partido Sociedad Patriótica 21 de Enero (PSP) | 5     |
| 15 18 |                                              | Unidad Plurinacional de las Izquierdas - Movimiento Popular Democrático (MPD) - Movimiento de Unidad Plurinacional Pachakutik (MUPP)                                | 5     |
| 8     |                                              | Partido Avanza (AVANZA) | 5     |
| 10    |                                              | Partido Roldosista Ecuatoriano (PRE) | 1     |
| 23    |                                              | Movimiento SUMA, Sociedad Unida Más Acción (SUMA) | 1     |
|       | Logo del Movimiento Político Ecuatoriano ARE | Movimientos Provinciales - Movimiento Peninsular Creyendo en Nuestra Gente (Santa Elena) - Acción Regional Por La Equidad (Loja) - Integración Democrática (Carchi) | 3     |
| Total | Total                                        | Total | 137   |

## Consejo de Administración Legislativa
La Asamblea Nacional tiene un Consejo de Administración Legislativa (CAL), que dirige el parlamento, este consejo está conformado por el presidente, 2 Vicepresidentes, y 4 vocales. Los miembros del CAL se eligen de entre los asambleístas cada 2 años, la primera elección fue en la instalación de la Asamblea, el 14 de mayo de 2013, la segunda será en 2015.
Generalmente las 4 vocalías del CAL se asignan según la mayoría, la primera vocalía corresponde al partido más votado, la segunda al partido que le siga en votación y así sucesivamente, sin embargo depende del Pleno de la Asamblea la designación de las mismas.

### CAL 2013-2015
El CAL para el bienio 2013-2015 está conformado de la siguiente manera
| Cargo                   | Asambleísta          | Asambleísta          | Asambleísta                  | Bancada              | Partido              | Período                 | Período                 |
| Cargo                   | Asambleísta          | Asambleísta          | Asambleísta                  | Bancada              | Partido              | Inicio                  | Fin                     |
| ----------------------- | -------------------- | -------------------- | ---------------------------- | -------------------- | -------------------- | ----------------------- | ----------------------- |
| Presidencia             |                      |                      | Gabriela Rivadeneira Burbano | PAIS                 | PAIS                 | 14 de mayo de 2013      | 14 de mayo de 2015      |
| Primera Vicepresidencia |                      |                      | Rosana Alvarado Carrión      | PAIS                 | PAIS                 | 14 de mayo de 2013      | 14 de mayo de 2015      |
| Segunda Vicepresidencia |                      |                      | Marcela Aguiñaga Vallejo     | PAIS                 | PAIS                 | 14 de mayo de 2013      | 14 de mayo de 2015      |
| Primera Vocalía         |                      |                      | Virgilio Hernández Enríquez  | PAIS                 | PAIS                 | 14 de mayo de 2013      | 14 de mayo de 2015      |
| Segunda Vocalía         |                      |                      | Rocío Valarezo Ordóñez       | Frente UNIDOS        | MAR                  | 14 de mayo de 2013      | 14 de mayo de 2015      |
| Tercera Vocalía         |                      |                      | Germán Ledesma Zamora        | Frente UNIDOS        | Avanza               | 14 de mayo de 2013      | 22 de noviembre de 2013 |
| Tercera Vocalía         |                      |                      | Gozoso Andrade Varela        | Frente UNIDOS        | Avanza               | 18 de noviembre de 2014 | 14 de mayo de 2015      |
| Cuarta Vocalía          |                      |                      | Ricardo Moncayo Cevallos     | Independientes       | CREO                 | 14 de mayo de 2013      | 14 de mayo de 2015      |
| Secretaría General      | Libia Rivas Ordóñez  | Libia Rivas Ordóñez  | Libia Rivas Ordóñez          | Libia Rivas Ordóñez  | Libia Rivas Ordóñez  | 14 de mayo de 2013      | 14 de mayo de 2015      |
| Secretaría General      | Diego Torres Saldaña | Diego Torres Saldaña | Diego Torres Saldaña         | Diego Torres Saldaña | Diego Torres Saldaña | 14 de mayo de 2013      | 14 de mayo de 2015      |

#### Comisiones especializadas
| Comisión                                                                        | Presidente | Presidente             | Bancada | Partido | Vicepresidente  | Vicepresidente         | Bancada | Partido |
| ------------------------------------------------------------------------------- | ---------- | ---------------------- | ------- | ------- | --------------- | ---------------------- | ------- | ------- |
| Justicia y Estructura del Estado                                                |            | Mauro Andino           | PAIS    | PAIS    |                 | Gina Godoy             | PAIS    | PAIS    |
| Derechos de los Trabajadores y la Seguridad Social                              |            | Félix Alcívar          | PAIS    | PAIS    |                 | Betty Carrillo         | PAIS    | PAIS    |
| Derechos de los Trabajadores y la Seguridad Social                              |            | Betty Carrillo         | PAIS    | PAIS    |                 | Ángel Rivero           | PAIS    | PAIS    |
| Régimen Económico y Tributario de Regulación y Control                          |            | Oswaldo Larriva        | PAIS    | PAIS    |                 | Galo Borja             | PAIS    | PAIS    |
| Fiscalización y Control Político                                                |            | Gabriel Rivera         | PAIS    | PAIS    |                 | Marllely Vásconez      | PAIS    | PAIS    |
| Desarrollo Económico, Productivo y Microempresa                                 |            | Juan Carlos Cassinelli | PAIS    | PAIS    |                 | Lídice Larrea          | PAIS    | PAIS    |
| Soberanía, Integración, Relaciones Internacionales y Seguridad Integral         |            | Fernando Bustamante    | PAIS    | PAIS    |                 | María Augusta Calle    | PAIS    | PAIS    |
| Biodiversidad y Recursos Naturales                                              |            | Carlos Viteri Gualinga | PAIS    | PAIS    |                 | Pamela Falconí         | PAIS    | PAIS    |
| Soberanía Alimentaria y Desarrollo Agropecuario y Pesquero                      |            | Miguel Carvajal        | PAIS    | PAIS    |                 | Mauricio Proaño        | PAIS    | PAIS    |
| Gobiernos Autónomos, Descentralización, Competencias y Organización Territorial |            | Richard Calderón       | PAIS    | PAIS    |                 | Ángel Vilema           | PAIS    | PAIS    |
| Educación, Cultura, Ciencia y Tecnología                                        |            | Ximena Ponce           | PAIS    | PAIS    |                 | Alexis Sánchez         | PAIS    | PAIS    |
| Educación, Cultura, Ciencia y Tecnología                                        |            | Ximena Ponce           | PAIS    | PAIS    | Miryam González | PAIS                   | PAIS    |         |
| Derecho a la Salud                                                              |            | Carlos Velasco         | PAIS    | PAIS    |                 | María Alejandra Vicuña | PAIS    | PAIS    |
| Participación Ciudadana y Control Social                                        |            | Raúl Patiño            | PAIS    | PAIS    |                 | Dora Aguirre           | PAIS    | PAIS    |
| Participación Ciudadana y Control Social                                        |            | Dora Aguirre           | PAIS    | PAIS    |                 | Johanna Cedeño         | PAIS    | PAIS    |
| Derechos Colectivos, Comunitarios y la Interculturalidad                        |            | Zobeida Gudiño         | PAIS    | PAIS    |                 | Rosa Muñoz             | UNIDOS  | MUPP    |
| Comisiones ocasionales                                                          |            |                        |         |         |                 |                        |         |         |
| Enmienda Constitucional                                                         |            | Juan Carlos Cassinelli | PAIS    | PAIS    |                 | Verónica Arias         | UNIDOS  | ARE     |

Fuente:

### CAL 2015-2017
El CAL para el bienio 2015-2017 está conformado de la siguiente manera
| Cargo                   | Asambleísta             | Asambleísta             | Asambleísta                  | Bancada                 | Partido                 | Período                 | Período               |
| Cargo                   | Asambleísta             | Asambleísta             | Asambleísta                  | Bancada                 | Partido                 | Inicio                  | Fin                   |
| ----------------------- | ----------------------- | ----------------------- | ---------------------------- | ----------------------- | ----------------------- | ----------------------- | --------------------- |
| Presidencia             |                         |                         | Gabriela Rivadeneira Burbano | PAIS                    | PAIS                    | 14 de mayo de 2015      | 13 de mayo de 2017    |
| Primera Vicepresidencia |                         |                         | Rosana Alvarado Carrión      | PAIS                    | PAIS                    | 14 de mayo de 2015      | 13 de mayo de 2017    |
| Segunda Vicepresidencia |                         |                         | Marcela Aguiñaga Vallejo     | PAIS                    | PAIS                    | 14 de mayo de 2015      | 13 de mayo de 2017    |
| Primera Vocalía         |                         |                         | Fausto Cayambe Tipán         | PAIS                    | PAIS                    | 14 de mayo de 2015      | 30 de octubre de 2016 |
| Primera Vocalía         |                         |                         | Armando Aguilar              | PAIS                    | PAIS                    | 28 de diciembre de 2016 | 13 de mayo de 2017    |
| Segunda Vocalía         |                         |                         | Carlos Bergmann Reyna        | Frente UNIDOS           | UP                      | 14 de mayo de 2015      | 13 de mayo de 2017    |
| Tercera Vocalía         |                         |                         | Verónica Arias Fernández     | Frente UNIDOS           | ARE                     | 14 de mayo de 2015      | 13 de mayo de 2017    |
| Cuarta Vocalía          | Vacante                 | Vacante                 | Vacante                      | -                       | -                       | 14 de mayo de 2015      | 13 de mayo de 2017    |
| Secretaría General      | Libia Rivas Ordóñez     | Libia Rivas Ordóñez     | Libia Rivas Ordóñez          | Libia Rivas Ordóñez     | Libia Rivas Ordóñez     | 14 de mayo de 2015      | 13 de mayo de 2017    |
| Prosecretaría General   | Christian Proaño Jurado | Christian Proaño Jurado | Christian Proaño Jurado      | Christian Proaño Jurado | Christian Proaño Jurado | 14 de mayo de 2015      | 13 de mayo de 2017    |

#### Comisiones especializadas
| Comisión                                                                        | Presidente | Presidente             | Bancada | Partido | Vicepresidente | Vicepresidente         | Bancada | Partido |
| ------------------------------------------------------------------------------- | ---------- | ---------------------- | ------- | ------- | -------------- | ---------------------- | ------- | ------- |
| Justicia y Estructura del Estado                                                |            | Mauro Andino           | PAIS    | PAIS    |                | Mariangel Muñoz        | PAIS    | PAIS    |
| Derechos de los Trabajadores y la Seguridad Social                              |            | Marllely Vasconez      | PAIS    | PAIS    |                | Ángel Rivero           | PAIS    | PAIS    |
| Régimen Económico y Tributario de Regulación y Control                          |            | Virgilio Hernández     | PAIS    | PAIS    |                | Galo Borja             | PAIS    | PAIS    |
| Fiscalización y Control Político                                                |            | María José Carrión     | PAIS    | PAIS    |                | Montgomery Sánchez O.  | UNIDOS  | MAR     |
| Desarrollo Económico, Productivo y Microempresa                                 |            | Lídice Larrea          | PAIS    | PAIS    |                | Juan Carlos Cassinelli | PAIS    | PAIS    |
| Desarrollo Económico, Productivo y Microempresa                                 |            | Soledad Buendía        | PAIS    | PAIS    |                | Edgar Córdova          | PAIS    | PAIS    |
| Soberanía, Integración, Relaciones Internacionales y Seguridad Integral         |            | Fernando Bustamante    | PAIS    | PAIS    |                | María Augusta Calle    | PAIS    | PAIS    |
| Soberanía, Integración, Relaciones Internacionales y Seguridad Integral         |            | María Augusta Calle    | PAIS    | PAIS    |                | Dora Aguirre           | PAIS    | PAIS    |
| Biodiversidad y Recursos Naturales                                              |            | Carlos Viteri Gualinga | PAIS    | PAIS    |                | Óscar Ledesma          | PAIS    | PAIS    |
| Soberanía Alimentaria y Desarrollo Agropecuario y Pesquero                      |            | Miguel Carvajal        | PAIS    | PAIS    |                | Mauricio Proaño        | PAIS    | PAIS    |
| Gobiernos Autónomos, Descentralización, Competencias y Organización Territorial |            | Richard Calderón       | PAIS    | PAIS    |                | Fausto Terán           | PAIS    | PAIS    |
| Educación, Cultura, Ciencia y Tecnología                                        |            | Raúl Abad              | PAIS    | PAIS    |                | Ximena Ponce           | PAIS    | PAIS    |
| Derecho a la Salud                                                              |            | William Garzón         | PAIS    | PAIS    |                | Carlos Velasco         | PAIS    | PAIS    |
| Participación Ciudadana y Control Social                                        |            | Fabián Solano          | UNIDOS  | PSE     |                | Johanna Cedeño         | PAIS    | PAIS    |
| Participación Ciudadana y Control Social                                        |            | Johanna Cedeño         | PAIS    | PAIS    |                | Mónica Brito           | PAIS    | PAIS    |
| Derechos Colectivos, Comunitarios y la Interculturalidad                        |            | Zobeida Gudiño         | PAIS    | PAIS    |                | Guadalupe Salazar      | PAIS    | PAIS    |
| Derechos Colectivos, Comunitarios y la Interculturalidad                        |            | Guadalupe Salazar      | PAIS    | PAIS    |                | Betty Jerez            | PAIS    | PAIS    |

Fuente:

## Bancadas
| Listas                                       | Bancada               | Partidos / Movimientos |
| -------------------------------------------- | --------------------- | --- |
|                                              | Bancada PAIS          | Movimiento Alianza PAIS, Patria Altiva I Soberana (PAIS) |
| Logo del Movimiento Político Ecuatoriano ARE | Bancada Frente UNIDOS | Alianzas provinciales con PAIS Partido Avanza (AVANZA) (2013- 2015) Movimiento Peninsular Creyendo en Nuestra Gente (Santa Elena) Acción Regional Por La Equidad (Loja) Integración Democrática (Carchi) |